# Skolegade (Ribe)
Skolegade er en lille gade i Ribe, der løber langs den vestlige side af Ribe Domkirke. Første del af gaden indgår som en naturlig del af Torvet og domkirkepladsen. Det er dog tilladt at køre på gaden.
Lige uden for den vestlige indgang til domkirken finder man en byens mest kendte bygninger, Den gamle Latinskole.
Først omkring Hans Tausens hus, finder man bebyggelse på begge sider af gaden. Hans Tausen var til 1932 en del af gadens sydlige del, med facaden mod Skolegade. I forbindelse med anlæggelse af en busstation, besluttede man at vende Haus Tausens hus 90 grader, så der var bedre plads til busserne. I dag er der parkeringsplads her.
Husene der lå i forbindelse med Hans Tausens hus, blev revet ned. På Hugo Matthiessen billeder fra 1917, ser man disse bygninger.
Der findes postkort af Skolegade og Hans Tausens hus, inden det blev drejet. Adressen på Hans Tausens hus er i dag Torvet 17.

## Ribe Katedralskoles begyndelse
Når man kigger på mindepladen på Skolegade 1 over den tidligere domskoles placering her, kan man godt blive betaget af bygningen og sikkert også over de noget trænge kår.
Men faktisk skal man om bag denne bygning, for at finde Peder Pallidius's fysiske rammer for skolegangen. I et lille baghus, startede det hele. Da Hugo Matthiessen på vegne af Nationalmuseet gjorde sit yderste for at fotografere netop denne bygning, trods den svære tilgang, var netop dette årsagen. 
Samme år som Brorson dimitterede fra skolen, 1712, kom Christian Falster til skolen. Han fandt en skole, der ikke havde det godt. Både de fysiske rammer og undervisningen kvalitet var ikke optimal. Christian Falster fik overbevist kong Frederik d. 4. om, at der skulle penge til en nye skole.
D. 20. april 1724 var der grundstensnedlæggelse og november samme år stod bygningen færdig. Bygningen bærer i dag Frederik d. 4. navnetræk med krone over og årstallet 1724.

## Klubbens Hotel
På hjørnet af Skolegade og Sønderportsgade finder man Klubbens Hotel. Historisk set, synes det at være her byens prominente gæster blev indkvarteret, når de gæstede byen. I nyere tid med foto's og film, findes der flere optagelser med den meget markante og bevarede indgang i Skolegade.
I dag er den del af Klubbens Hotel, langs Skolegade omdannet til boliger. Klubbens Hotel fortsætter rundt hjørnet langs Sønderportsgade

## Liljebjerget
Her klods op af Ribe Domkirke, Hans Tausens hus og ikke langt fra Latinskolen, havde Anders Sørensen Vedel en gård sidst i 1500-tallet, som han kaldte Liljebjerget. 
På gården havde historikeren blandt andet sit eget trykkeri og bibliotek.
I dag er Klubbens Hotel placeret på stedet